# Совицькі понори
Сови́цькі поно́ри — карстово-спелеологічна пам'ятка природи місцевого значення в Україні. Розташована в межах Кіцманської міської громади Чернівецького району Чернівецької області, на північний схід від села Кліводин.
Площа 21,5 га. Статус присвоєно згідно з рішенням облвиконкому від 17.03.1992 року № 72. Перебуває у віданні: Суховерхівська сільська рада.
Статус присвоєно для збереження карстових понор — висхідних напірних джерел-воклюзів у заболоченому днищі долини річки Совиця Заставнівська.